# Толстинское сельское поселение
Толстинское се́льское поселе́ние — муниципальное образование в Варненском районе Челябинской области Российской Федерации. В рамках административно-территориального устройства муниципальное образование соответствует административно-территориальной единице Толстинский сельсовет.
Административный центр — село Толсты.
Население преимущественно русское, казахское и мордовское. Есть такие национальности как татары, башкиры, белорусы, украинцы, азербайджанцы, даргинцы.

## География
Толстинское сельское поселение расположено в пределах восточного предгорья Уральских гор, в западной части Варненского района. Граничит с Чесменским и Карталинским районами.
На пологих склонах речных долин встречаются овраги и балки
По территории сельского поселения протекает река Нижний Тогузак (приток Тобола).Река мелководна. Течение её тихое, летом на отдельных участках река пересыхает.
Грунт — супесь, разнообразные бурые пески, бурый суглинок. бурец-глина, серая глина, щебень с глинистым заполнителем.
Климат резко континентальный с холодной зимой и жарким летом.

## История
Толстинский сельский совет образован в 1919 году. В состав входили поселки: Толсты, Солнце, участок № 53, п. Красная Заря. В 1926 году образовался переселенческий пункт участок 54, в будущем — поселок Новый Урал.
В 1930 году образовался совхоз «Новый Урал», куда входили все селения сельсовета. Поскольку экономический центр сельсовета (центральная усадьба совхоза) была в поселке Новый Урал, а администрация в селе Толсты, со временем возникли сложности с управлением хозяйственной деятельности.
В 1932 году в состав сельсовета вошел п. Правда. В 1950 году образовался поселок Макатовка (с 1960 года переименован в ферму Лесная).
В 1956 году упразднён участок 53..
В 1960 году Толстинский сельский Совет переименован в Новоуральский и был перенесён в п. Новый Урал (бывший 54 участок)
В 1966 году решением Варненской РИК «Об изменениях в Варненском и Новоуральском сельских Советах» вновь образован Толстинский сельский Совет депутатов и в его состав вошли: с. Толсты, ф. Лесная, п. Солнце.
В 1967 году поселок Краснополяновка переселяется в поселок Большевик.
В 1985 году поселок Кызыл-Маяк переводится в Толстинский сельсовет.
В 1991 году Толстинский сельский Совет реорганизован на основании распоряжения Главы администрации района № 41-р от 23.12.1991
10 июня 2005 года Толстинский сельсовет был преобразован в Толстинское сельское поселение.
Статус и границы сельского поселения установлены Законом Челябинской области от 9 июля 2004 года № 240-ЗО «О статусе и границах Варненского муниципального района и сельских поселений в его составе».

## Население
| 2002  | 2010  | 2011  | 2012  | 2013  | 2014  | 2015  |
| ----- | ----- | ----- | ----- | ----- | ----- | ----- |
| 1215  | ↘1099 | ↘1096 | ↘1062 | ↘1045 | ↘1018 | ↘1014 |
| 2016  | 2017  | 2018  | 2019  | 2020  | 2021  |       |
| →1014 | ↗1015 | ↘1006 | ↘966  | ↘938  | ↘937  |       |

## Состав сельского поселения
| № | Населённый пункт | Тип населённого пункта       | Население |
| - | ---------------- | ---------------------------- | --------- |
| 1 | Солнце           | посёлок                      | ↘329      |
| 2 | Толсты           | село, административный центр | ↘770      |

## Местное самоуправление
Глава сельского поселения Канайкин Петр Иванович.
Адрес администрации сельского поселения: 457213, Челябинская область, Варненский район, с. Толсты, Уральская ул., 1а.